# Edgar Bolaños
Edgar René Bolaños Galdamez (Ciudad de Guatemala; 20 de febrero de 1951) es un exfutbolista guatemalteco y compitió en los Juegos Olímpicos de Montreal 1976.

## Trayectoria
Comenzó como jugador del International Railways of Central America, conocido mejor por sus siglas IRCA a los 15 años, pero debutó profesionalmente con el CSD Tipografía Nacional en 1970.
En el club ganaba 45 quetzales y por sus grandes dotes defensivos, el CSD Comunicaciones lo fichó en 1972, ganando 200 Q. Más tarde fue llamado el campeón y ese apodo fue el indicado ya que con el club ganó varios títulos.
En 1984, alternó como jugador-entrenador del equipo. En 1985 significó su retiro, ya que el técnico Ranulfo Miranda decidió hacer una reestructuración al cuadro y no quiso estar en otro equipo.

## Selección nacional
Con la selección de Guatemala fue convocado por primera vez al Campeonato de Naciones de la Concacaf de Haití 1973, quedando en la quinta posición y actuó en los partidos ante México, Antillas Neerlandesas y Haití.
Dos años después estuvo en el Preolímpico de Concacaf de 1976 y logró calificar a los Juegos Olímpicos de Montreal, donde fue convocado y jugó los tres juegos.

### Participaciones en Juegos Olímpicos
| Torneo                   | Sede     | Resultado     |
| ------------------------ | -------- | ------------- |
| Juegos Olímpicos de 1976 | Montreal | Primera ronda |

## Palmarés

### Títulos nacionales
| Título                    | Equipo         | País      | Año     |
| ------------------------- | -------------- | --------- | ------- |
| Liga Nacional             | Comunicaciones | Guatemala | 1972    |
| Liga Nacional             | Comunicaciones | Guatemala | 1977-78 |
| Liga Nacional             | Comunicaciones | Guatemala | 1979-80 |
| Liga Nacional             | Comunicaciones | Guatemala | 1981    |
| Liga Nacional             | Comunicaciones | Guatemala | 1982    |
| Copa Nacional             | Comunicaciones | Guatemala | 1983    |
| Copa Campeón de Campeones | Comunicaciones | Guatemala | 1983    |
| Liga Nacional             | Comunicaciones | Guatemala | 1985    |

### Títulos internacionales
| Título                           | Equipo         | País      | Año  |
| -------------------------------- | -------------- | --------- | ---- |
| Copa de Campeones de la Concacaf | Comunicaciones | Guatemala | 1978 |
| Copa Fraternidad Centroamericana | Comunicaciones | Guatemala | 1983 |